# مبدل دیجیتال به آنالوگ
مبدل دیجیتال به آنالوگ

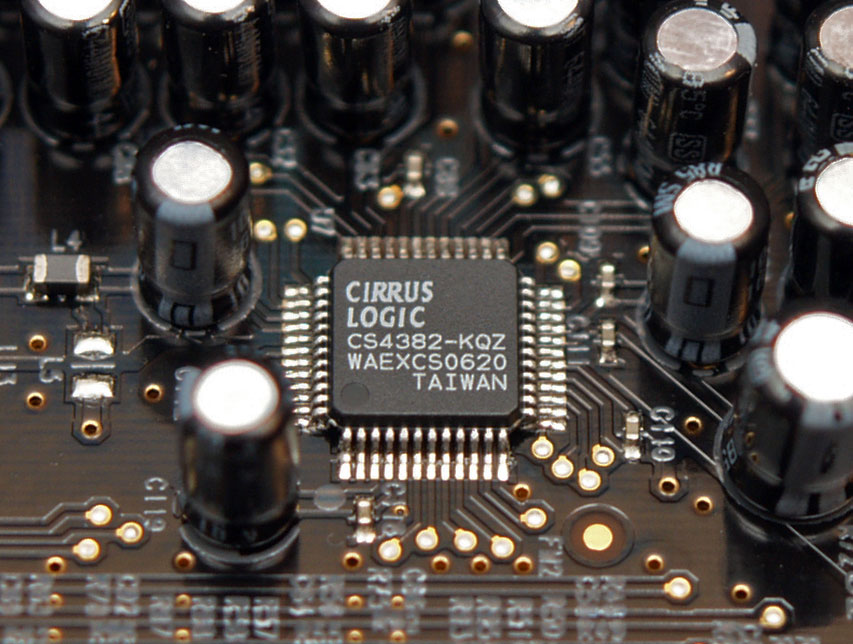
یک کارت صدای ۸ کاناله برای تبدیل سیگناهای دیجیتال به آنالوگ

(DAC، D/A، D–A، D2A، یا D-to-A) در علم الکترونیک به مداری گفته می‌شود که سیگنال دیجیتال را به سیگنال آنالوگ تبدیل می‌کند؛ «مبدل سیگنال‌های آنالوگ به دیجیتال» عمل بر عکس را انجام می‌دهند.
کارایی یک مبدل دیجیتال به آنالوگ، به رزولوشن (تفکیک‌پذیری)، ولتاژ مرجع و تعداد تبدیل‌ها در واحد زمان بستگی دارد.
از کاربردهای مبدل‌های دیجیتال به آنالوگ می‌توان به کارت صدا اشاره کرد که یک سیگنال دیجیتال را دریافت کرد و با توجّه به آن، سیگنال آنالوگ مربوطه را به بلندگو ارسال می‌کند.